# Edmilson Dove
Edmilson Gabriel Dove (Xai-Xai, 18 luglio 1994) è un calciatore mozambicano, difensore del Kaizer Chiefs e della nazionale mozambicana.

## Carriera

### Club
Ha giocato nella prima divisione mozambicana ed in quella sudafricana.

### Nazionale
Nel 2024 è stato convocato per la Coppa d'Africa.

## Palmarès

### Club

#### Competizioni nazionali
- Moçambola: 1

Ferroviário Maputo: 2015
- MTN 8: 1

Cape Town City: 2018
- Coppa del Sudafrica: 1

Kaizer Chiefs: 2024-2025